# هنري ر. كينيون جونيور
هنري ر. كينيون جونيور (بالإنجليزية: Henry R. Kenyon, Jr.)‏ هو ضابط أمريكي، ولد في 4 فبراير 1916 في برونكسفيل في الولايات المتحدة، وتوفي في 4 يونيو 1942 في جزر الميدواي في الولايات المتحدة.